# Кубок Андорры по футболу 2015
Кубок конституции 2015 года — двадцать третий розыгрыш кубка Андорры. Соревнования начались 21 февраля 2015 года (отборочный раунд) и закончились 10 мая 2015 года (финал). Победителем турнира стал клуб «Сан-Жулиа», который получил место в первом квалификационном раунде Лиги Европы 2015/16.

## Первый раунд
Игры первого раунда состоялись 21, 22 февраля и 1 марта. В них приняли участие 8 команд второго дивизиона андорранского чемпионата и 8 команд первого дивизиона андорранского чемпионата.
| Команда                       | счёт | Команда                     |
| ----------------------------- | ---- | --------------------------- |
| Пенья Энкарнада               | 0:3  | Унио Эспортива Санта-Колома |
| Интер (Эскальдес)             | 8:0  | Энкамп В                    |
| Экстременья                   | 0:5  | Сан-Жулиа                   |
| Энгордани                     | 2:2  | Энкамп                      |
| Лузитанс В                    | 0:9  | Санта-Колома                |
| Унио Эспортива Санта-Колома В | 2:4  | Ордино В                    |
| Ранжерс                       | 0:10 | Лузитанс                    |
| Ордино                        | 11:0 | Ла Массана                  |

### Переигровка
| Команда   | счёт | Команда |
| --------- | ---- | ------- |
| Энгордани | 0:1  | Энкамп  |

## Четвертьфиналы
Четвертьфинальные матчи кубка состоялись 1, 3, 4 и 8 марта, в них приняли участие победители первого раунда.
| Команда                     | счёт | Команда           |
| --------------------------- | ---- | ----------------- |
| Санта-Колома                | 14:0 | Ордино В          |
| Унио Эспортива Санта-Колома | 3:1  | Интер (Эскальдес) |
| Лузитанс                    | 0:2  | Ордино            |
| Сан-Жулиа                   | 4:0  | Энкамп            |

## Полуфиналы
Полуфинальные матчи кубка состоялись 8 и 11 марта.
| Команда                     | счёт | Команда   |
| --------------------------- | ---- | --------- |
| Санта-Колома                | 4:3  | Ордино    |
| Унио Эспортива Санта-Колома | 1:3  | Сан-Жулиа |

## Финал
| 10 мая 2015 года | \| Санта-Колома \| 1:1 п. 4:5 Протокол \| Сан-Жулиа \| \| Габи Риера (100) \| Голы \| Родриго Гида (104) \| | Комуналь д'Андорра-ла-Велья |
| Санта-Колома     | 1:1 п. 4:5 Протокол                                                                                         | Сан-Жулиа                   |
| Габи Риера (100) | Голы | Родриго Гида (104)          |

| Победитель Кубка конституции 2015 |
| --------------------------------- |
| Сан-Жулиа 5-й титул               |